# Raphael Ravenscroft

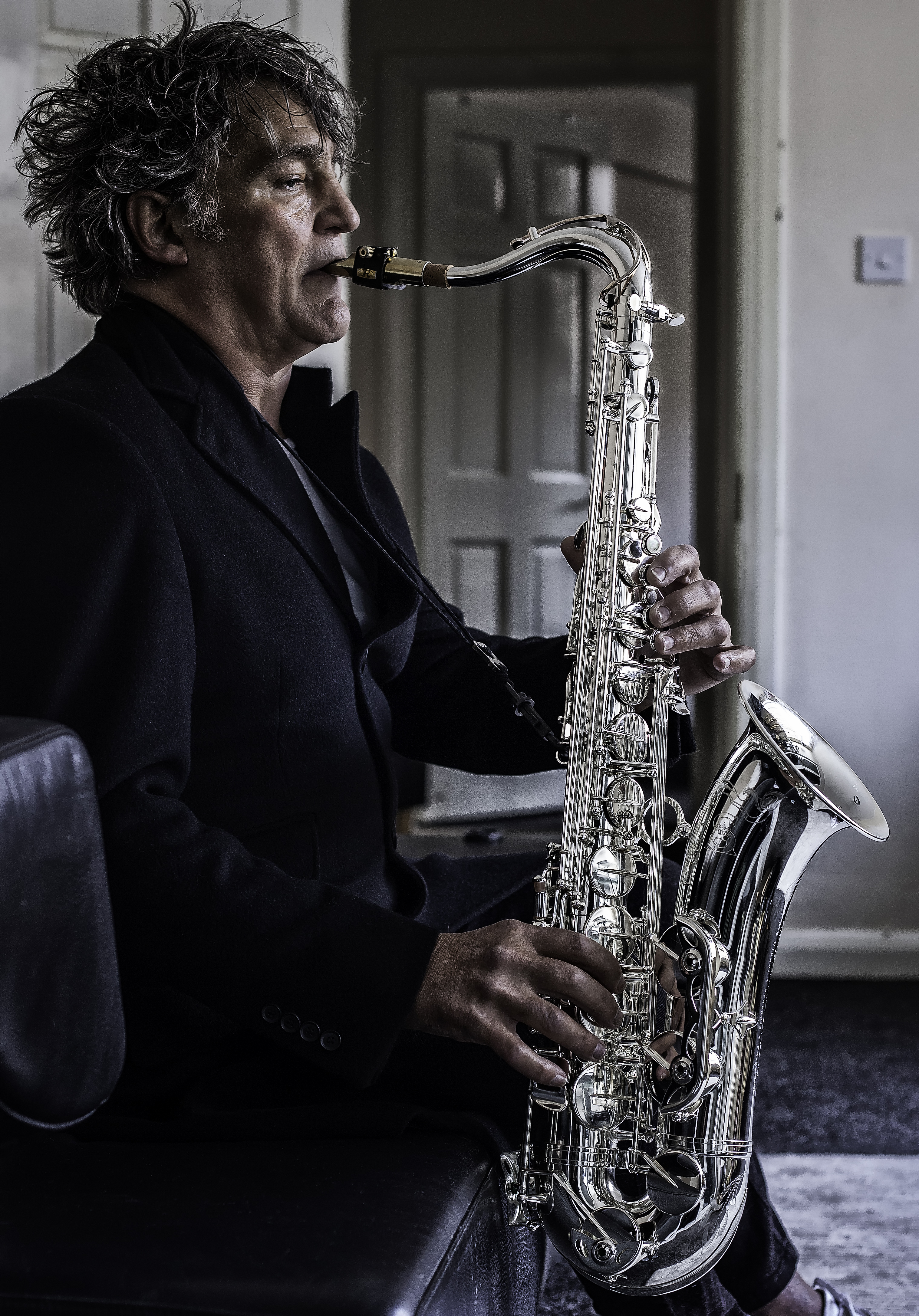
Raphael Ravenscroft met een tenorsaxofoon

Raphael Ravenscroft (Stoke-on-Trent, 4 juni 1954 – Exeter, 19 oktober 2014) was een Brits saxofonist. Hij werd vooral bekend als saxofonist in het nummer Baker Street van Gerry Rafferty.

## Levensloop
Ravenscroft werd wereldbekend om zijn werk met Gerry Rafferty, toen hij de bekende solo in "Baker Street" speelde. Ook zijn optredens en werk voor Pink Floyd (tenorsaxofoon op The Final Cut), ABBA en  Marvin Gaye gaven hem bekendheid. Ravenscrofts werk is ook terug te vinden bij America, Maxine Nightingale, Kim Carnes, Mike Oldfield, Chris Rea, Vangelis, Robert Plant, Brand X, Hazel O'Connor en Bonnie Tyler. In 1979 bracht hij een soloalbum uit: Her father didn't like me, anyway (CBS Portrait JR 35683).
In 1983 bracht Ravenscroft het nummer "Maxine" uit, maar dat werd, in tegenstelling tot zijn vorig werk, geen groot succes. Zijn nummer "A Whole Lot of Something Going On" werd gesampled door producer Heavy D in het nummer "Feel It in the Air" van Beanie Sigel. In 2010 speelde hij op enkele albums en deed hij sessies met Duffy, Mary Hopkin, Daft Punk en Jamie Hartman. Van 2011 tot 2012 leverde Ravenscroft een bijdrage aan het album Propeller van Grice.
In 2011 nam Ravenscroft samen met het Tenebrae koor het nummer "Forgiveness" op als eerbetoon voor het overlijden van Gerry Rafferty.
In 2012 maakte Ravenscroft de muziek voor een filmreeks van fotograaf Don McCullin en componeerde hij de muziek voor verschillende grote publiciteitscampagnes. In de zomer van 2012 werd Ravenscroft door ernstige gezondheidsproblemen gedwongen om een pauze in te lassen. Eind september 2014 kwam hij naar België om een gezamenlijk saxofoonproject, genaamd Sax4Pax, op te zetten met het saxofoonbedrijf Adolphe Sax & Cie.

## Baker Street
Ravenscroft nam het nummer in 1976 reeds op voor Gerry Rafferty maar het duurde tot 1978 eer het nummer uit de kast werd gehaald. De bijdrage van Ravenscroft aan "Baker Street" was eerder een toevallige samenloop van omstandigheden. Voor de opname van het nummer gebruikte hij een Adolphe Sax & Fils altsaxofoon Ravenscroft gruwde later van het nummer dat hem zoveel bekendheid opleverde. Volgens eigen zeggen stoorde het hem zo vreselijk omdat hij "niet in tune" speelde bij de opnames. Hij weigerde doorgaans om het nummer nog te spelen als hem dat gevraagd werd. De laatste keer dat hij het nummer speelde was in de zomer van 2014, tijdens een benefietconcert in St. Thomas Social Club te Exeter, om zo geld in te zamelen om de begrafeniskosten te kunnen betalen van Nicole Hartup, een twaalfjarig meisje uit zijn buurt dat tijdens een ongeval om het leven kwam.

## Latere jaren en overlijden
Ravenscroft was driemaal getrouwd en tweemaal gescheiden; in 2009 gingen zijn derde vrouw en hij uit elkaar. Hij had 3 kinderen, zijn dochter uit zijn tweede huwelijk, is de Britse kunstenares Scarlett Raven.
Ravenscroft was auteur van verschillende boeken over saxofoontechniek, waaronder het boek The Complete Saxophone Player (1990).
Enige maanden nadat Ravenscroft een beroerte had gehad kwam hij op 19 oktober 2014 onverwacht te overlijden; hij bezweek naar alle waarschijnlijkheid aan een hartaanval.
- Bibsys: 3089363
- Gemeinsame Normdatei: 135167760
- International Standard Name Identifier: 0000 0003 5968 039X
- Library of Congress Control Number: no90013683
- MusicBrainz: 9448f73f-1594-44a2-b33b-f73eda297b23
- Nationale Bibliotheek van Tsjechië: xx0194219
- Nederlandse Thesaurus van Auteursnamen: 074961063
- Virtual International Authority File: 220169901
- WorldCat: E39PBJkHptrKk9YPPgbVbkPG73